# Эскадренные миноносцы типа «Момо»
Эскадренные миноносцы типа «Момо» (яп. 桃型駆逐艦 Момогата кутикукан) — тип японских эскадренных миноносцев.
Как и все японские эсминцы II класса того времени, имели «ботанические» названия.

## Строительство
Заказаны по программе 1915 года, строились параллельно с эсминцами I класса типа «Исокадзэ». На них впервые для японского флота были установлены трёхтрубные торпедные аппараты. Размещение 120-мм 40-калиберных орудий было аналогично британским эсминцам серий «R» и «S».
Корабли были крупнее предшествующего типа «Каба», благодаря другой конструкции котельных отделений имели только две дымовые трубы вместо трёх, на них также были применены паровые турбины вместо использовавшихся ранее паровых машин. Характерной особенностью силуэта стала округлая форма носовой части, присущая для всех последующих японских эсминцев II класса, а также для более поздних эсминцев I класса типа «Кавакадзэ» и лёгких крейсеров типа «Тэнрю».

## История службы
Вступившие в строй в конце Первой Мировой войны, корабли типа «Момо» успели принять участие в её завершающем этапе-в составе 15-й флотилии эсминцев вместе с крейсером «Идзумо» они прибыли на Мальту в августе 1917 года, и действовали против австро-венгерского флота в Средиземном море. В 20-30х годах эсминцы участвовали в патрулировании китайского побережья. В 1937 году «Каси» был передан военно-морским силам марионеточного государства Маньчжоу-Го и переименован в «Хай Вэй», где он стал самой крупной боевой единицей. Остальные корабли этого типа в 1940 году вывели из состава флота и, за исключением «Янаги», ставшего учебной базой, сдали на слом.
Из-за тяжёлых потерь японского флота в Мидуэйском сражении в июне 1942 года «манчжурский» эсминец был возвращён в его состав как эскортный корабль «Каси». Потоплен 10 октября 1944 года у Окинавы американской палубной авиацией.

## Представители серии
| Название                          | Место постройки  | Заложен              | Спущен на воду       | Вступил в строй      | Судьба                                                                 |
| --------------------------------- | ---------------- | -------------------- | -------------------- | -------------------- | ---------------------------------------------------------------------- |
| Момо (яп. 桃 персиковое дерево)   | Сасебо, Япония   | 28 февраля 1916 года | 12 октября 1916 года | 23 декабря 1916 года | Сдан на слом в 1940 году                                               |
| Каси (яп. 樫 дуб остролистный)    | Майдзуру, Япония | 15 марта 1916 года   | 1 декабря 1916 года  | 31 марта 1917 года   | Потоплен американской палубной авиацией у Окинавы 10 октября 1944 года |
| Хиноки (яп. 檜 кипарисовик тупой) | Майдзуру, Япония | 5 мая 1916 года      | 25 декабря 1916 года | 31 марта 1917 года   | Сдан на слом в 1940 году                                               |
| Янаги (яп. 柳 ива)                | Сасебо, Япония   | 21 октября 1916 года | 42 февраля 1917 года | 5 мая 1917 года      | Сдан на слом в 1947 году                                               |